# Medalia Carnegie
Medalia Carnegie este un premiu literar, cea mai prestigioasă distincție literară britanică, acordată anual pentru cea mai bună carte pentru copii și adolescenți. S-a acordat pentru prima oară în anul 1936 de Chartered Institute of Library and Information Professionals și este decernată anual, în onoarea filantropului american Andrew Carnegie (1835-1919), născut în Scoția, care a fondat mai mult de 2800 de biblioteci în lumea vorbitoare de limbă engleză. 

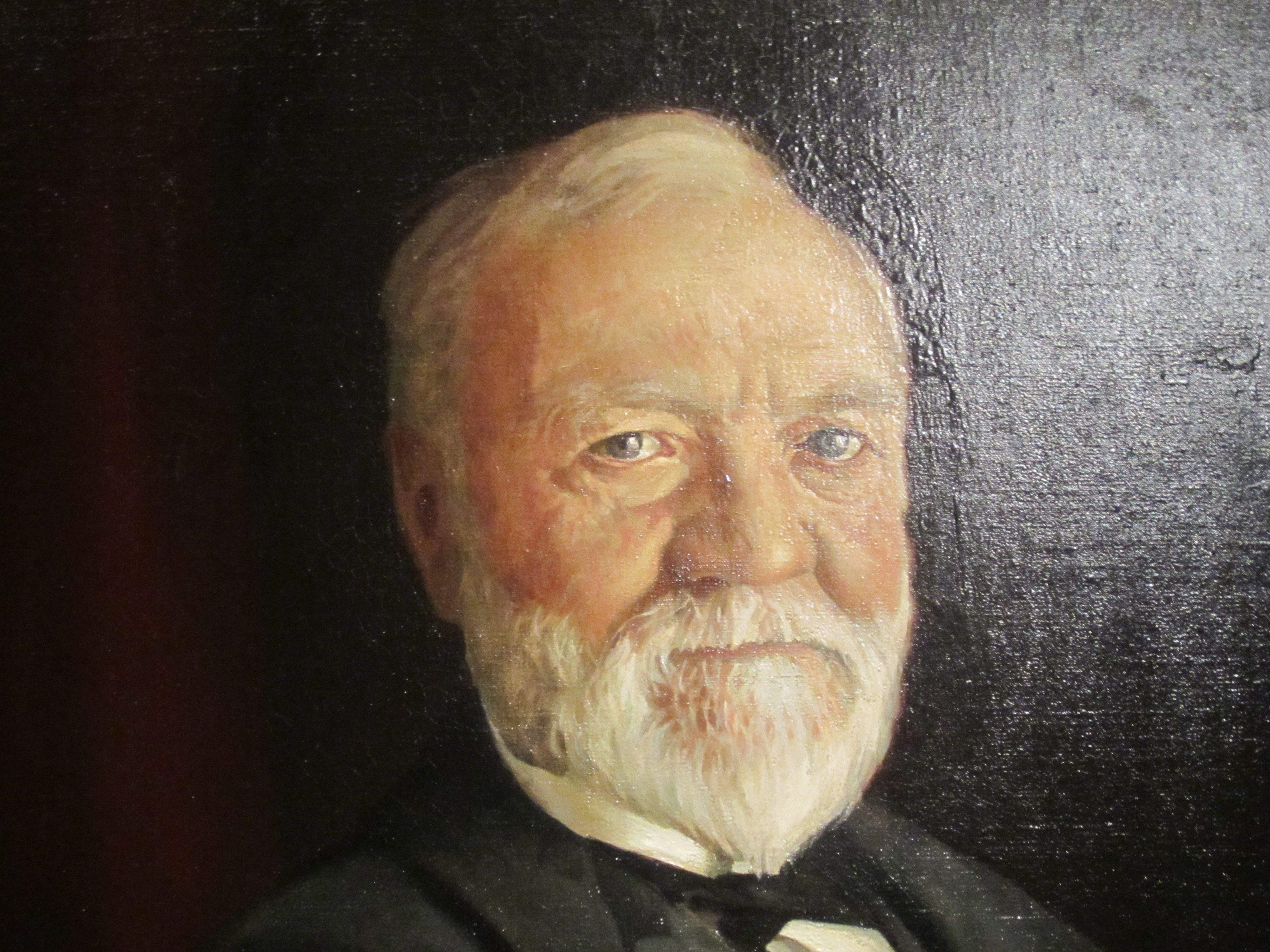
Andrew Carnegie, Galeria Națională de Artă, Washington, D.C.

## Câștigători de premii multiple
- Peter Dickinson: 1979, 1980
- Berlie Doherty: 1986, 1991
- Anne Fine: 1989, 1992
- Margaret Mahy: 1982, 1984
- Jan Mark: 1976, 1983
- Patrick Ness: 2011, 2012
- Robert Westall: 1975, 1981

Timp de mai mulți ani, unele cărți au fost foarte apreciate, cel puțin 29 de cărți în 24 de ani din 1979 până în 2002. 